# Doriaella cheesmanae
Doriaella cheesmanae is een rechtvleugelig insect uit de familie Pyrgomorphidae. De wetenschappelijke naam van deze soort is voor het eerst geldig gepubliceerd in 1966 door Kevan.